# The Eyes of Truth
The Eyes of Truth est un titre musical quasi-instrumental d'Enigma, paru sur l'album The Cross of Changes en 1993.

## Historique
Comme sur Age of Loneliness, les samples de The Eyes of Truth proviennent de musique folklorique mongole, ainsi que de l'album Songs from the Victorious City d'Anne Dudley et Jaz Coleman. Il contient également des samples de titres Ultraviolet (Light My Way), du groupe U2, Kiss that Frog, de Peter Gabriel et Dreaming While You Sleep, du groupe Genesis.

## Accueil
Paru en single le 8 avril 1994 après le succès de Return to Innocence, premier titre extrait de l'album, il ne se contente que d'une 21e place dans les charts au Royaume-Uni, mais acquiert une popularité en étant utilisé dans la bande-annonce du film Matrix, d'Andy et Larry Wachowski en 1999 et ce bien que le titre ne figure pas dans le film et dans la bande originale. 